# Bezzia platyura
Bezzia platyura är en tvåvingeart som först beskrevs av John William Scott Macfie 1947.  Bezzia platyura ingår i släktet Bezzia och familjen svidknott. Inga underarter finns listade i Catalogue of Life.